# Bosar Bayu
Bosar Bayu is een bestuurslaag in het regentschap Simalungun van de provincie Noord-Sumatra, Indonesië. Bosar Bayu telt 2196 inwoners (volkstelling 2010).